# Gábor Szántó
Gábor Szántó (ur. 31 stycznia 1958 w Miszkolcu) – węgierski piłkarz grający na pozycji prawego obrońcy. Był reprezentantem Węgier.

## Kariera klubowa
Swoją karierę piłkarską Szántó rozpoczął w klubie Hejőcsabai Cement. W sezonie 1975/1976 grał w nim w rozgrywkach trzeciej ligi węgierskiej. W 1976 roku został zawodnikiem pierwszoligowego Diósgyőri VTK z Miszkolca. W Diósgyőri grał do końca sezonu 1980/1981 Z klubem tym zdobył dwa Puchary Węgier w sezonach 1976/1977 i 1979/1980.
W 1981 roku Szántó przeszedł do Ferencvárosi TC, którego zawodnikiem był do 1987 roku. Wraz z Ferencvárosi wywalczył dwa wicemistrzostwa Węgier w sezonach 1981/1982 i 1982/1983.
W 1987 roku Szántó został zawodnikiem szwedzkiego Efsborga. W sezonie 1987 spadł z nim z Allsvenskan do Superettan. W 1989 roku wyjechał do Niemiec. W latach 1989–1992 grał w VfL Herzlake, a w sezonie 1992/1993 w BV Quakenbrück, w którym zakończył karierę.
| Sezon   | Klub              | Kraj    | Rozgrywki     | Mecze | Gole |
| ------- | ----------------- | ------- | ------------- | ----- | ---- |
| 1975/76 | Hejőcsabai Cement | Węgry   | NB III        | ?     | ?    |
| 1976/77 | Diósgyőri VTK     | Węgry   | NB I          | 19    | 0    |
| 1977/78 | Diósgyőri VTK     | Węgry   | NB I          | 33    | 0    |
| 1978/79 | Diósgyőri VTK     | Węgry   | NB I          | 33    | 1    |
| 1979/80 | Diósgyőri VTK     | Węgry   | NB I          | 29    | 1    |
| 1980/81 | Diósgyőri VTK     | Węgry   | NB I          | 32    | 1    |
| 1981/82 | Ferencvárosi TC   | Węgry   | NB I          | 26    | 3    |
| 1982/83 | Ferencvárosi TC   | Węgry   | NB I          | 9     | 0    |
| 1983/84 | Ferencvárosi TC   | Węgry   | NB I          | 27    | 1    |
| 1984/85 | Ferencvárosi TC   | Węgry   | NB I          | 28    | 3    |
| 1985/86 | Ferencvárosi TC   | Węgry   | NB I          | 25    | 4    |
| 1986/87 | Ferencvárosi TC   | Węgry   | NB I          | 21    | 1    |
| 1987    | IF Elfsborg       | Szwecja | Allsvenskan   | 12    | 0    |
| 1988    | IF Elfsborg       | Szwecja | Superettan    | 12    | 2    |
| 1989    | IF Elfsborg       | Szwecja | Superettan    | 16    | 0    |
| 1989/90 | VfL Herzlake      | Niemcy  | Oberliga Nord | ?     | ?    |
| 1990/91 | VfL Herzlake      | Niemcy  | Oberliga Nord | ?     | ?    |
| 1991/92 | VfL Herzlake      | Niemcy  | Oberliga Nord | ?     | ?    |
| 1992/93 | BV Quakenbrück    | Niemcy  | Bezirksliga   | ?     | ?    |

## Kariera reprezentacyjna
W reprezentacji Węgier Szántó zadebiutował 12 września 1979 w wygranym 2:1 towarzyskim meczu z Czechosłowacją, rozegranym w Nyíregyházie. Grał w eliminacjach do Euro 80 i eliminacjach do MŚ 1982. Od 1979 do 1982 rozegrał w kadrze narodowej 12 meczów.